# Pteroplatus variabilis
Pteroplatus variabilis là một loài bọ cánh cứng trong họ Cerambycidae.